# Pitch Perfect (soundtrack)
Pitch Perfect: Original Motion Picture Soundtrack is het officiële soundtrackalbum van de film Pitch Perfect. Het album was op 25 september 2012 digitaal uitgebracht en op 2 oktober 2012 was deze ook fysiek te koop. 

## Tracklist
| Nr. | Titel | Muziek                                                           | Duur |
| --- | --- | ---------------------------------------------------------------- | ---- |
| 1.  | Don't Stop the Music | The Treblemakers                                                 | 3:06 |
| 2.  | Let It Whip | The Treblemakers                                                 | 2:25 |
| 3.  | Since U Been Gone | Ester Dean en Skylar Astin                                       | 2:27 |
| 4.  | Cups | Anna Kendrick                                                    | 1:17 |
| 5.  | Riff Off: Ladies of the '80s (Mickey/Like a Virgin/Hit Me with Your Best Shot), Songs About Sex (S&M/Let's Talk About Sex/I'll Make Love to You/Feels Like the First Time/No diggity) | The Barden Bellas, The Treblemakers, en de BU Harmonics          | 3:45 |
| 6.  | Bellas Regionals: The Sign/Eternal Flame/Turn the Beat Around | The Barden Bellas                                                | 2:40 |
| 7.  | Right Round | The Treblemakers (met. My Name Is Kay)                           | 3:18 |
| 8.  | Pool Mashup: Just the Way You Are (Amazing)/Just a Dream | The Barden Bellas                                                | 1:39 |
| 9.  | Party in the U.S.A. | The Barden Bellas                                                | 1:04 |
| 10. | Trebles Finals: Bright Lights Bigger City/Magic | The Treblemakers                                                 | 2:34 |
| 11. | Bellas Finals: Price Tag/Don't You (Forget About Me)/Give Me Everything/Just the Way You Are/Party in the U.S.A./Turn the Beat Around                                                 | The Barden Bellas                                                | 3:39 |
| 12. | Toner (Instrumental Suite) | Gecomponeerd en geproduceerd door Christophe Beck en Mark Kilian | 2:56 |

## Special Edition
De extended play van de originele Original Motion Picture Soundtrack werd uitgebracht op 18 december 2012 op iTunes. De ep bevat 4 nummers die door concurrerende groepen van The Barden Bellas en The Treblemakers werden opgevoerd. 
| Nr. | Titel                  | Muziek          | Duur |
| --- | ---------------------- | --------------- | ---- |
| 13. | Fuck You               | The Sockapellas | 1:12 |
| 14. | Blame It on the Boogie | The Footnotes   | 0:52 |
| 15. | The Final Countdown    | Hullabahoos     | 1:15 |
| 16. | Open Season            | High Highs      | 3:49 |